# سوفي داهل
سوفي داهل (بالإنجليزية: Sophie Dahl)‏ (و. 1977  م) هي مؤلفة، وعارضة، وكاتِبة بريطانية، ولدت في لندن.

## التعليم
تعلمت في Bedales School ‏.

## وصلات خارجية
- سوفي داهل على موقع IMDb (الإنجليزية)
- سوفي داهل على موقع ميوزك برينز (الإنجليزية)
- سوفي داهل على موقع إن إن دي بي (الإنجليزية)
- سوفي داهل على موقع قاعدة بيانات الفيلم (الإنجليزية)
- سوفي داهل على موقع دليل عارضات الأزياء (الإنجليزية)
- سوفي داهل في قاعدة بيانات الأفلام على الإنترنت